# Cohen Saves the Flag
Cohen Saves the Flag és una pel·lícula muda de la Keystone dirigida per Mack Sennett i protagonitzada per Mabel Normand, Ford Sterling i Henry Lehrman. La pel·lícula, d’una bobina, es part d’una sèrie que Sennett va dedicar a ridiculitzar els jueus amb el personatge de Cohen. En la pel·lícula apareixen nombroses escenes de guerra amb centenars de figurants; Sennett va aprofitar el rodatge de “The Battle of Gettysburg” (1913) de Thomas H. Ince a Malibu per col·locar-se discretament a un costat i aprofitar les escenes de guerra per a la seva pel·lícula. Es va estrenar el 27 de novembre de 1913.

## Argument
Cohen i Goldberg es coneixen des de petits i rivalitzen per l’amor de Mabel. Quan Mabel tria el primer es barallen però s'acaben allistant a l'exèrcit de la Unió durant la Guerra Civil Americana. Goldberg és nomenat tinent mentre que Cohen només obté el grau de sergent. Durant la batalla de Gettysburg, Cohen se sent completament sobrepassat per la lluita i les bombes llançades cosa que aprofita el seu rival per fer que el general l'enviï a una missió perillosa. Tot i que intenta escaquejar-se, involuntàriament es converteix en un heroi quan retorna una granada de mà enemiga fent que aquest marxi en esbandida i recupera una bandera caiguda enmig de la batalla. Goldberg veu com després vol fugir i conspira per fer declara Cohen com un covard i fer que sigui afusellat. Apareix Mabel i intenta evitar-ho. En no ser escoltada agafa un cavall i va fins al front a trobar el general que en saber que Cohen ha estat qui ha recuperat la bandera marxa al rescat i arriba al darrer segon. Cohen és aclamat pel seu valor i se li transfereix el grau de tinent del seu rival.

## Repartiment
- Ford Sterling (sergent Cohen)
- Mabel Normand (Mabel)
- Henry Lehrman (tinent Goldberg)
- Nick Cogley (general)
- Charles Avery (oficial de camp)
- Dot Farley (dona)
- Laura Oakley (dona)
- Evelyn Quick (dona)
- Bill Hauver (soldat)
- Bert Hunn (soldat)
- Beverly Griffith (soldat)
- Chester Franklin (oficial amb barba)